# Taigu
Taigu léase Tái-Ku (en chino:太谷区, pinyin:Tàigǔ qū) es un distrito urbano bajo la administración directa de la ciudad-prefectura de Jinzhong. Se ubica al centro-este de la provincia de Shanxi, este de la República Popular China. Su área es de 1033 km² y su población total para 2010 fue +200 mil habitantes.

## Administración
El distrito de Taigu  se divide en 9 pueblos que se administran en 3 poblados y 6 villas.